# Пиринска-Бистрица
Пиринска-Бистрица — река на юго-западе Болгарии, левый приток реки Струма (Стримон). Течёт по территории общин Сандански и Петрич Благоевградской области, а также греческой общины Синдики в периферийной единице Сере периферии Центральная Македония. В нижнем течении по реке проходит государственная граница с Грецией.
Берёт исток в горах Пирин из озера Аргирово, на водоразделе бассейнов рек Струма и Места (Нестос). Течёт по территории общины Сандански на юг, затем на юго-восток. У села Пирин постепенно поворачивает на юго-запад и течёт мимо Горно-Спанчево и Катунци. У Ново-Ходжово принимает левый приток Петровска и далее течёт по государственной границе и границе болгарской общины Петрич и греческой общины Синдики мимо болгарского села Кулата. Впадает в Струму западнее греческого села Промахон. На реке находится пограничный контрольно-пропускной пункт Кулата — Промахон.
Площадь водосбора включает юго-западные склоны гор Пирин и северные склоны гор Славянка.